# Římskokatolická farnost Zábřeh
Římskokatolická farnost Zábřeh je územní společenství římských katolíků v děkanátu Zábřeh s farním kostelem svatého Bartoloměje.

## Historie farnosti
Na místě dnešního kostela stál kostel již v první polovině 13. století, po roce 1620 se jeho stav postupně zhoršoval, takže musel být roku 1751 stržen. Poté se přistoupilo k výstavbě nového chrámu. První bohoslužba se v něm sloužila 10. listopadu 1754, práce pokračovaly ještě v dalších letech.

## Duchovní správci
Ke květnu 2017 byl děkanem R. D. Mgr. František Eliáš. Toho od července 2017 vystřídal R. D. Mgr. Ing. Radek Maláč.
Jako kaplan zde působí P. ICLic. Mgr. František Ponížil.

## Bohoslužby
Ve farnosti se konají pravidelně bohoslužby ve farním kostele – v neděli i ve všední dny, v sobotu také v kapli v Rovensku.
| Kostel                      | Místo    | Bohoslužba (den)                           | Hodina                                        | Poznámka        |
| --------------------------- | -------- | ------------------------------------------ | --------------------------------------------- | --------------- |
| kostel sv. Bartoloměje      | Zábřeh   | neděle pondělí středa čtvrtek pátek sobota | 7.00, 8.30, 18.00 9.25 17.30 7.00, 17.30 7.00 | farní kostel    |
| kostel sv. Barbory          | Zábřeh   | úterý sobota                               | 8.00 18.30                                    | filiální kostel |
| kaple sv. Cyrila a Metoděje | Ráječek  | každý lichý čtvrtek v měsíci               | 8:00                                          | kaple           |
| kaple Narození P. Marie     | Rovensko | sobota                                     | 17.30                                         | kaple           |

## Aktivity farnosti
Farnost se pravidelně podílí na projektu Noc kostelů. Během postní doby 2016 se ve farnosti vždy v pátek a sobotu brzo ráno konaly postní roráty. Po jejich skončení byli její účastníci zváni na farní snídani. 
Každoročně se ve farnosti koná tříkrálová sbírka, v roce 2016 se při ní vybralo v Zábřehu 222 333 korun.
Pro farnost, stejně jako další farnosti děkanátu Zábřeh, vychází každý týden Farní informace.
V květnu 2017 převzalo pět farníků ocenění za nezištnou pomoc ve své farnosti – děkovné uznání a medaili sv. Jana Sarkandera. V neděli 25.8.2024 se u příležitosti 770.výročí založení města (1254) konala na Masarykově náměstí slavná mše sv., jejímž hlavním celebrantem byl apoštolský nuncius v ČR arcibiskup Mons.Jude Thaddeus Okolo. Jedním z koncelebrantů byl i farář P.Radek Maláč. Zúčastnilo se jí minimálně tisíc lidí. Odpoledne též proběhl farní den, při kterém proběhla mj.beseda s apoštolským nunciem. A to v rámci oslav,které se v Zábřehu konaly po celý víkend s řadou hudebních vystoupení, divadelních představení a s dětskými atrakcemi.